# Spiel

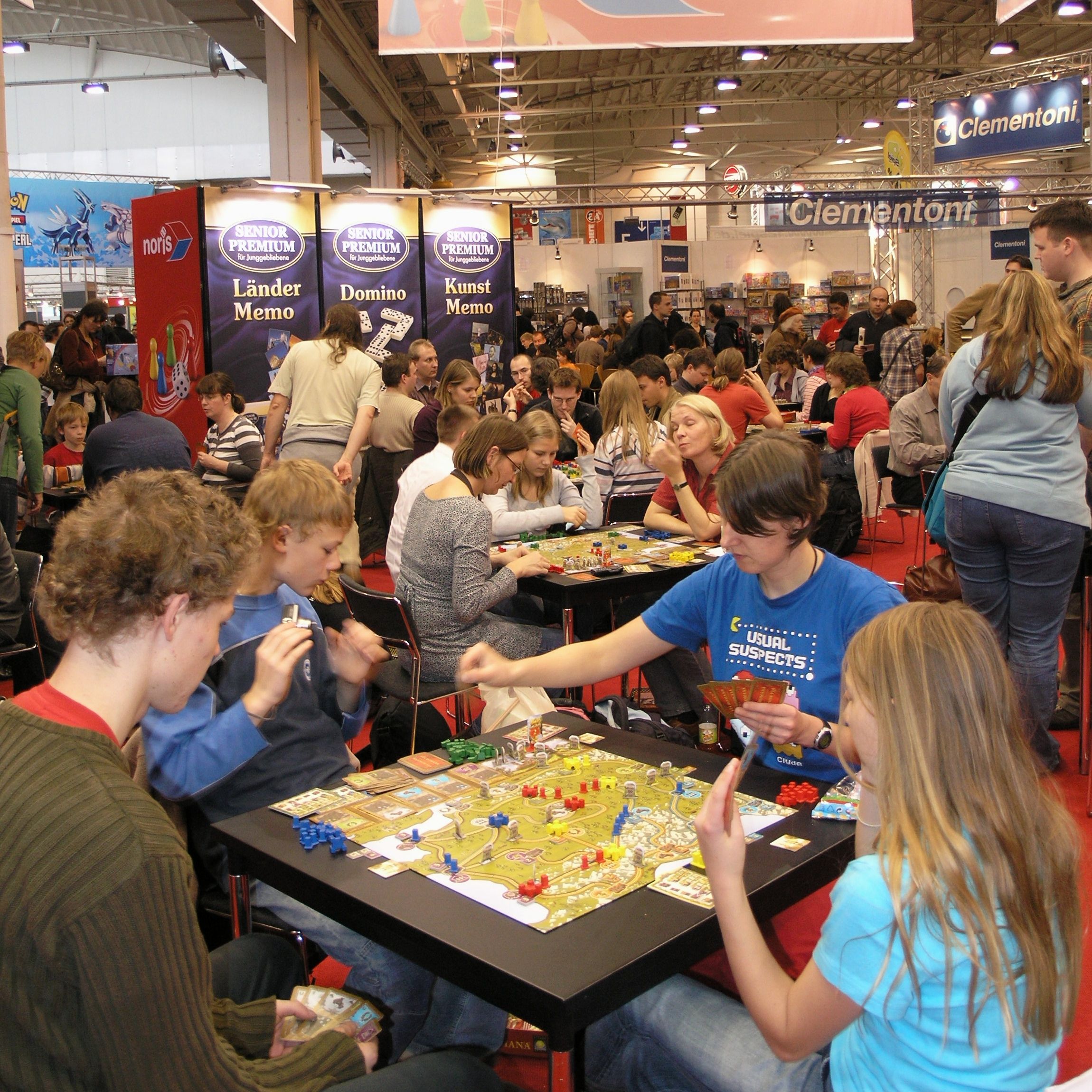
Spiel 2008

Internationale Spieltage SPIEL, thường được gọi là Hội chợ trò chơi Essen (Essen Game Fair) theo tên thành phố nơi nó được tổ chức, là hội chợ thương mại boardgame kéo dài bốn ngày hàng năm cho công chúng được tổ chức vào tháng 10 (từ thứ năm cho tới chủ nhật tuần đó) tại trung tâm triển lãm Messe Essen tại Essen, Đức; được tổ chức lần đầu tiên vào năm 1983. Với 1.021 bên cung cấp từ 50 quốc gia vào năm 2016, SPIEL được xem là hội chợ board game lớn nhất trên thế giới.

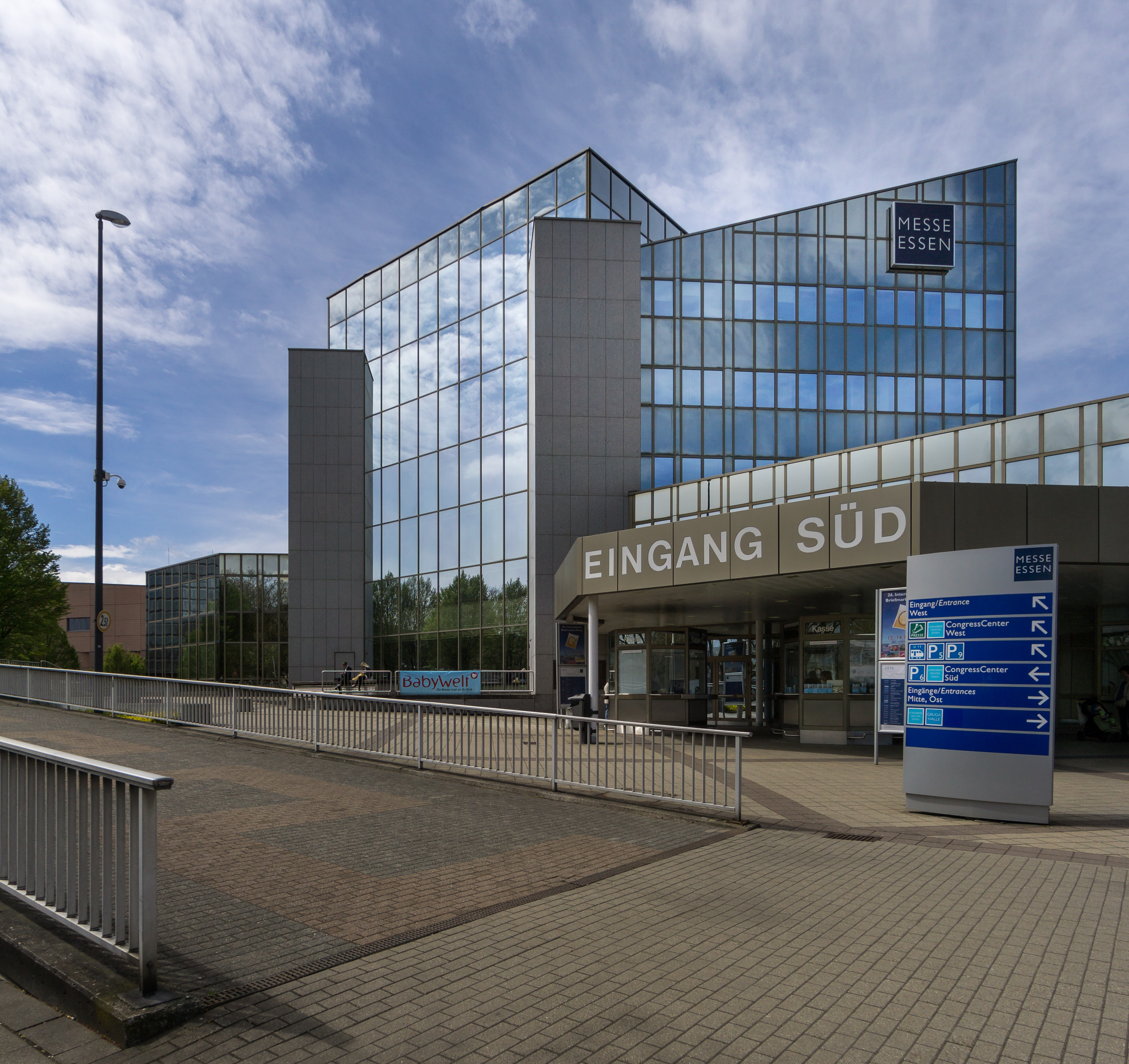
Messe Essen, nơi sự kiện diễn ra.

Các board game được mở bán tại sự kiện này thường rất khó để tìm ngoài thị trường do có nhiều nhà cung cấp lớn nhỏ tới từ nhiều quốc gia chào bán sản phẩm của họ. Bất chấp việc các trò chơi được mua tại đây không rẻ hơn so với bên ngoài thị trường, chúng lại thường có mặt sớm hơn trước khi có sẵn tại các cửa hàng tại địa phương, và cũng thường bao gồm một số vật phẩm giới hạn (như các loại bài hoặc nhân vật mới với một số cơ chế bổ sung, áo phông và một số các vật phẩm khác). Sự kiện này cũng được xem là nơi các tín đồ board game có thể gặp gỡ và trò chuyện với các nhà thiết kế, họa sĩ, cũng như các reviewer nổi tiếng.
| năm  | người tham gia | nguồn  |
| ---- | -------------- | ------ |
| 2011 | 147 000        | [ 4 ]  |
| 2012 | 149 000        | [ 5 ]  |
| 2013 | 156 000        | [ 6 ]  |
| 2014 | 158 000        | [ 7 ]  |
| 2015 | 162 000        | [ 8 ]  |
| 2016 | 174 000        | [ 9 ]  |
| 2017 | 182 000        | [ 10 ] |
| 2018 | 190 000        | [ 11 ] |
| 2019 | 209 000        | [ 12 ] |
| 2020 | 0              | [ 13 ] |
| 2021 | 93 600         | [ 14 ] |
| 2022 | 147 000        | [ 15 ] |
| 2023 | 193 000        | [ 16 ] |